# Rösti

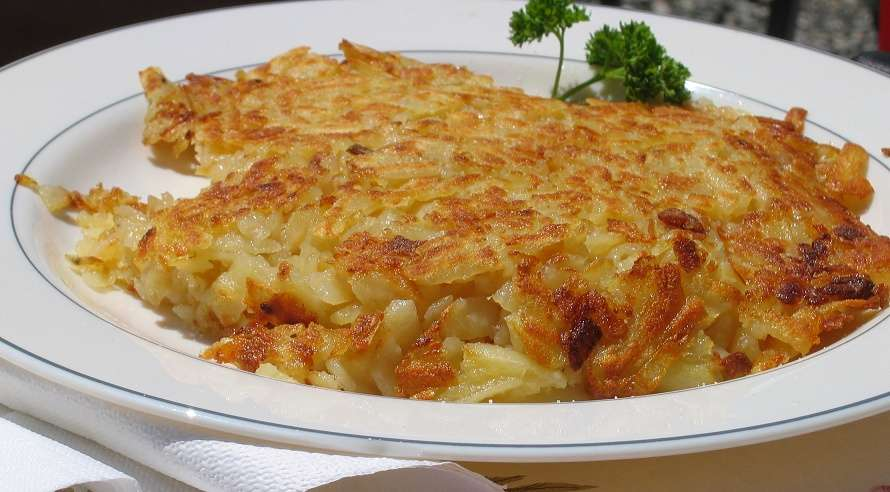
Um prato de rösti

Rösti (AFI: [ˈrøːʃti]) é uma receita tradicional da culinária suíça. Originária do Cantão de Berna, consiste — dependendo da receita — de batata crua ou cozida ralada que é fritada em manteiga ou outro tipo de gordura (com ingredientes adicionais como cebola, toucinho, queijo, legumes, pedaços de maçã etc.) na forma de uma panqueca aberta. 
O termo rösti refere-se também a produtos que, uma vez preparados, ficam dourados e crocantes.[carece de fontes?] O rösti está na base do termo Röstigraben que exprime a diferença entre a Suíça alemã e a Suíça romanda.